# قائمة المصابين بسرطان الثدي

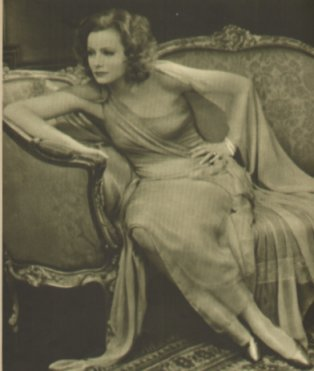
كانت الممثلة غريتا غاربو مصابة بسرطان الثدي.

تتضمن قائمة الأشخاص البارزين المصابين بسرطان الثدي الأشخاص الذين قدموا مساهمات كبيرة في مجالهم وأصيبوا بسرطان الثدي في مرحلة ما من حياتهم، وذلك وفقًا للمعلومات العامة. ذُكرت تواريخ التشخيص أدناه في الحالات معروفة التاريخ. يعد سرطان الثدي ثاني أشيع أنواع السرطان بين النساء بعد سرطان الجلد. وفقًا للمعهد الوطني للسرطان في الولايات المتحدة الأمريكية، بلغ معدل الحالات الجديدة لسرطان الثدي بين الإناث 129.1 حالة من كل 100000 امرأة سنويًا، بينما بلغ معدل الوفيات 19.9 وفاة من كل 100.000 امرأة سنويًا. عدلت هذه المعدلات وفقًا العمر واعتمدت على الحالات المسجلة بين العامين 2014 و2018 والوفيات المسجلة بين العامين 2015 و2019. يشخص نحو 12.9% من النساء بسرطان الثدي الأنثوي في مرحلة ما من حياتهن، وذلك وفقًا لبيانات الفترة الممتدة بين 2016 و2018. في عام 2018، بلغ عدد النساء المصابات بسرطان الثدي في الولايات المتحدة الأمريكية 3676262 امرأة.

## في مجال التمثيل
| الاسم               | الحياة                  | تعليقات | التشخيص                                                                                              | المصدر                                   |
| جوزفين أبادي        | (1949- 2002)            | مخرجة مسرحية وسينمائية ومنتجة أمريكية الجنسية. توفيت عن عمر ناهز 52 عام. | |                                          |
| إنغا أبيل           | (1946- 2000)            | ممثلة ألمانية. توفيت عن عمر ناهز 53 عام. | | [ 2 ]                                    |
| عائشة أبيمبولا      | (1970- 2018)            | ممثلة نيجيرية. توفيت عن عمر ناهز 47 عام. | |                                          |
| إلين أتكينز         | (1934 حتى الوقت الحاضر) | ممثلة بريطانية حائزة على جائزة بافتا وإيمي وأوليفييه. | شخصت بالمرض في 1995 عن عمر ناهز 61 عام.                                                              |                                          |
| أليس بيزلي          | (1954 حتى الوقت الحاضر) | ممثلة أمريكية | شخصت بالمرض في 1998 عن عمر ناهز 44 عام.                                                              |                                          |
| عائشة بيكنيل        | (1971 حتى الوقت الحاضر) | ابنة الممثلة البريطانية ريتا توشينغهام. | شخصت بالمرض في أبريل 2005 عن عمر ناهز 33 عام.                                                        |                                          |
| شيرلي تيمبل بلاك    | (1926- 2014)            | نجمة الأطفال الأمريكية وسفيرة الولايات المتحدة في غانا وتشيكوسلوفاكيا. توفيت عن عمر ناهز 85 عام بسبب مرض الانسداد الرئوي المزمن.                                                                                            | شخصت بالمرض في 1972 عن عمر ناهز 46 عام.                                                              |                                          |
| كارينا بليث         | (1942- 1989)            | عارضة أزياء أمريكية ووالدة الممثلة ياسمين بليث. توفيت بسرطان الثدي الالتهابي عن عمر ناهز 47 عام. | شخصت بالمرض في 1988 عن عمر ناهز 46 عام.                                                              |                                          |
| ديان كارول          | (1935- 2019)            | اسمها الأصلي كارول ديان جونسون، وهي ممثلة ومغنية أمريكية رشحت سابقًا لنيل جائزة الأوسكار، وتوفيت عن عمر ناهز 84 عام. | شخصت بالمرض في 1998 عن عمر ناهز 63 عام.                                                              |                                          |
| ماهيما تشاودري      | (1973 حتى الوقت الحاضر) | ممثلة هندية | شخصت بالمرض في 2022 عن عمر ناهز 49 عام.                                                              | [ 3 ]                                    |
| سارة كورد           | (1948- 2017)            | ممثلة وكاتبة إنجليزية. توفيت عن عمر ناهز 69 عام. | شخصت بالمرض في 2013 عن عمر ناهز 65 عام.                                                              |                                          |
| بيت ديفيس           | (1908- 1989)            | ممثلة أمريكية حائزة على جائزة الأوسكار. توفيت عن عمر ناهز 81. | شخصت بالمرض في 1983 عن عمر ناهز 75 عام.                                                              | [ 4 ]                                    |
| روبي دي             | (1922- 2014)            | اسمها الأصلي روبي آن والاس، وهي ممثلة أمريكية رشحت سابقًا لنيل جائزة الأوسكار. توفيت عام 2014 لأسباب طبيعية. | شخصت في سبعينيات القرن الماضي.                                                                       |                                          |
| شانين دوهيرتي       | (1971 حتى الوقت الحاضر) | ممثلة أمريكية رشحت سابقًا لنيل جائزة زحل. | تم تشخيصها عام 2015 عن عمر ناهز 44 عام.                                                              |                                          |
| ديانا دوغلاس        | (1923- 2015)            | اسمها الأصلي ديانا لوف ديل، وهي ممثلة بريطانية أمريكية. كانت دوغلاس الزوجة الأولى للممثل الأمريكي كيرك دوغلاس ووالدة الممثل الأمريكي مايكل دوغلاس. توفيت بنوع غير معروف من السرطان في عام 2015 عن عمر ناهز 92 عام.          | شخصت في منتصف تسعينيات القرن الماضي.                                                                 |                                          |
| كارمن دنكان         | (1942- 2019)            | ممثلة أسترالية. توفيت عن عمر ناهز 76 عام. | | [ 5 ]                                    |
| جولي إيغه           | (1943- 2008)            | ممثلة وعارضة أزياء نرويجية. توفيت عن عمر ناهز 64 عام. | |                                          |
| جيل إكنبيري         | (1947 حتى الوقت الحاضر) | ممثلة أمريكية. | شخصت بالمرض في 1986 عن عمر ناهز 39 عام.                                                              |                                          |
| بليندا إيميت        | (1974- 2006)            | ممثلة أسترالية. عاد إليها السرطان في 2001، ولكنها توفيت في 11 نوفمبر 2006 عن عمر ناهز 32 عام. | شخصت بالمرض في 1998 عن عمر ناهز 24 عام.                                                              | [ 6 ]                                    |
| إدي فالكو           | (1963 حتى الوقت الحاضر) | ممثلة أمريكية. | شخصت بالمرض في 2003 عن عمر ناهز 40 عام.                                                              |                                          |
| كاي فرانسس          | (1905- 1968)            | ممثلة أمريكية واسمها الأصلي كاثرين إدوينا جيبس. توفيت عن عمر ناهز 63 عام. | شخصت بالمرض عام 1966 عن عمر ناهز 61 عام.                                                             | [ 7 ]                                    |
| ماريا فريدمان       | (1960 حتى الوقت الحاضر) | ممثلة بريطانية. | شخصت بالمرض في 2005 عن عمر ناهز 45 عام.                                                              |                                          |
| هيلين غاهيغان       | (1900- 1980)            | ممثلة أمريكية تحولت إلى سياسية. توفيت عن عمر ناهز 80 عام. | شخصت في 1972 عن عمر ناهز 72 عام. حدث لديها نكس للمرض في 1976.                                        |                                          |
| غريتا غاربو         | (1905- 1990)            | اسمها الأصلي غريتا لوفيسا غوستافسون، وهي ممثلة سويدية أمريكية رشحت سابقًا لنيل جائزة الأوسكار. تعافت من سرطان الثدي بعد استئصال الثديين، ولكنها توفيت بسبب الفشل الكلوي والمعدي والالتهاب الرئوي في 1990 عن عمر ناهز 84 عام. | شخصت بالمرض في 1984 عن عمر ناهز 79 عام.                                                              |                                          |
| بوليت غودارد        | (1910- 1990)            | اسمها الأصلي ماريون ليفي، وهي ممثلة أمريكية رشحت سابقًا لجائزة الأوسكار. تعافت من سرطان الثدي، لكنها توفيت عن عمر ناهز 79 عام بعد معركة قصيرة مع مرض النفاخ الرئوي.                                                          | شخصت بالمرض في 1975 عن عمر ناهز 65 عام.                                                              |                                          |
| فلورنس هالوب        | (1923-1986)             | ممثلة أمريكية. توفيت عن عمر ناهز 63 عام بسبب سرطان الرئة الذي يعتقد أنه انتشر من سرطان الثدي المصابة فيه أساسًا. | |                                          |
| السيدة شيلا هانكوك  | (1933 حتى الوقت الحاضر) | ممثلة بريطانية. | شخصت بالمرض في 1988 عن عمر ناهز 55 عام.                                                              |                                          |
| جولي هاريس          | (1925-2013)             | ممثلة أمريكية حائزة على جائزة توني ومرشحة سابقة لجائزة الأوسكار. توفيت عن عمر ناهز 87 عام في 2013 بعد سلسلة من السكتات الدماغية.                                                                                            | شخصت بالمرض في 1981 عن عمر ناهز 56 عام.                                                              |                                          |
| ماريكا هاس          | (1981 حتى الوقت الحاضر) | عارضة أزياء وممثلة إباحية يابانية. | شخصت بالمرض في 2018 عن عمر ناهز 37.                                                                  |                                          |
| ديانا هايلاند       | (1936-1977)             | اسمها الأصلي ديان غينتنر، وهي ممثلة مسرح وتلفزيون أمريكية. | شخصت بالمرض في 1977، وتوفيت لاحقًا في نفس العام عن عمر ناهز 41 عام.                                   | [ 8 ]                                    |
| جيل آيرلاند         | (1936- 1990)            | ممثلة بريطانية توفيت عن عمر ناهز 54 عام. | شخصت بالمرض في 1984 عن عمر ناهز 48 عام.                                                              |                                          |
| كيت جاكسون          | (1948 حتى الوقت الحاضر) | ممثلة أمريكية. تعافت من نكس السرطان في عام 1989 عن عمر ناهز 41 عام. | شخصت بالمرض في 1987 عن عمر ناهز 39 عام.                                                              |                                          |
| آن جيليان           | (1950 حتى الوقت الحاضر) | اسمها الأصلي آن جورا نوسيدا، وهي ممثلة وفنانة أمريكية. | شخصت بالمرض في 1985 عن عمر ناهز 35 عام.                                                              |                                          |
| جينفر جونز          | (1919 - 2009)           | اسمها الأصلي فيليس لي إيزلي، وهي ممثلة أمريكية حائزة على جائزة الأوسكار. | تعافت من سرطان الثدي، ولكنها توفيت عن عمر ناهز 90 عام لأسباب طبيعية.                                 |                                          |
| ميرنا لوي           | (1905- 1993)            | ممثلة أمريكية اسمها الأصلي ميرنا أديل ويليامز. خضعت لعملية استئصال ثدي في عامي 1975 و1979، ولكنها توفيت أثناء الجراحة لأسباب لم يُكشف عنها عن عمر ناهز 88 عام.                                                               | شخصت بالمرض في 1975 عن عمر ناهز 70 عام.                                                              |                                          |
| رو ماكلانان         | (1934- 2010)            | ممثلة أمريكية | شخصت بالمرض في 1997 عن عمر ناهز 63 عام. توفيت في عام 2010 بعد إصابتها بسكتة دماغية ونزيف دماغي لاحق. |                                          |
| أماندا ميلينغ       | (1967 حتى الوقت الحاضر) | ممثلة بريطانية. | شخصت بالمرض في 2002 عن عمر ناهز 35 عام.                                                              |                                          |
| شيلي موريسون        | (1936- 2019)            | ممثلة أمريكية واسمها الأصلي راشيل ميتراني. حدث لديها نكس للسرطان في 1998، وعانت أيضًا من سرطان الرئة. توفيت عن عمر ناهز 83 عام في 2019 بسبب قصور القلب.                                                                      | شخصت بالمرض في 1988 عن عمر ناهز 52 عام.                                                              |                                          |
| كيتين ناتيفيداد     | (1948 حتى الوقت الحاضر) | ممثلة مكسيكية. | شخصت بالمرض عام 1999 عن عمر ناهز 51 عام.                                                             |                                          |
| آلا نازيموفا        | (1879- 1945)            | اسمها الأصلي مارم إيدس (أديليدا ياكوفليفنا) ليفنتون، وهي ممثلة أمريكية روسية المولد. تعافت من سرطان الثدي، ولكنها توفيت بسبب الخثار التاجي عن عمر ناهز 66 عام.                                                              | شخصت بالمرض في 1936 عن عمر ناهز 57 عام.                                                              |                                          |
| فيليس نيومان        | (1933-2019)             | ممثلة ومغنية أمريكية حائزة على جائزة توني. | شخصت بالمرض في 1983 عن عمر ناهز 50 عام.                                                              |                                          |
| سينثيا نيكسون       | (1966 حتى الوقت الحاضر) | ممثلة أمريكية. | شخصت بالمرض في 2006 عن عمر ناهز 40 عام.                                                              |                                          |
| تيغ نوتارو          | (1971 حتى الوقت الحاضر) | اسمها الأصلي ماتيلد أوكالاغان نوتارو، وهي ممثلة وكوميدية أمريكية. | شخصت بالمرض في 2012 عن عمر ناهز 41 عام.                                                              |                                          |
| باتريشيا بيلار      | (1964 حتى الوقت الحاضر) | ممثلة برازيلية. | شخصت بالمرض في 2001.                                                                                 |                                          |
| كيلي بريستون        | (1962- 2020)            | ممثلة وعارضة أزياء أمريكية، واسمها الأصلي كيلي كاماليهوا سميث. | شخصت بالمرض في 2018، وتوفيت عام 2020 عن عمر ناهز 57 عام.                                             |                                          |
| نانسي بريدي         | (1941 حتى الوقت الحاضر) | ممثلة ومغنية وكاتبة أغاني أمريكية متقاعدة. والدة الممثلة الأمريكية كريستينا أبلغيت. | شخصت في 1978، ثم حدث لديها نكس للسرطان في عام 1986.                                                  |                                          |
| لين ريدغريف         | (1943- 2010)            | ممثلة بريطانية أمريكية رشحت سابقًا لنيل جائزة الأوسكار. | شخصت بالمرض في 2002 عن عمر ناهز 59 عام، وتوفيت في 2010 عن عمر ناهز 67 عام.                           |                                          |
| وندي ريتشارد        | (1943- 2009)            | ممثلة بريطانية واسمها الأصلي وندي إميرتون. حدث لديها نكس للسرطان في عام 2002 عن عمر ناهز 59 عام، ثم نكس ثالث آخر في عام 2008، وفي ذلك الوقت كان السرطان قد انتشر. توفيت في 2009 عن عمر ناهز 65 عام.                         | شخصت بالمرض في 1995 عن عمر ناهز 52 عام.                                                              | [ 9 ]                                    |
| ريتشارد راوندتري    | (1942 حتى الوقت الحاضر) | ممثل أمريكي. | شخص بالمرض في 1993 عن عمر ناهز 51 عام.                                                               |                                          |
| جاكلين سميث         | (1947 حتى الوقت الحاضر) | ممثلة وسيدة أعمال أمريكية | شخصت بالمرض في 2002 عن عمر ناهز 55 عام.                                                              |                                          |
| السيدة ماغي سميث    | (1934 حتى الوقت الحاضر) | ممثلة بريطانية حائزة على جائزة أوسكار وتوني وإيمي. | شخصت بالمرض في 2008 عن عمر ناهز 74 عام.                                                              |                                          |
| سوزان سومرز         | (1946 حتى الوقت الحاضر) | اسمها الأصلي سوزان ماري ماهوني، وهي ممثلة وسيدة أعمال أمريكية. | شخصت بالمرض في 2001 عن عمر ناهز 55 عام.                                                              |                                          |
| كوو ستارك           | (1956 حتى الوقت الحاضر) | اسمها الأصلي كاثلين نوريس ستارك، وهي ممثلة أمريكية سابقة للأفلام الإباحية الملطفة. أسست منظمة كيب أبريست كانسر. | شخصت بالمرض في 2002 عن عمر ناهز 46 عام.                                                              | مؤرشف بتاريخ 2008-05-12 في واي باك مشين. |
| غلوريا ستوارت       | (1910- 2010)            | اسمها الأصلي غلوريا ستيوارت، وهي ممثلة أمريكية ومرشحة سابقة لجائزة الأوسكار. توفيت عام 2010 عن عمر ناهز 100 عام لأسباب أخرى.                                                                                                | شخصت بالمرض في 1982 تقريبًا.                                                                          |                                          |
| ستيفاني سويفت       | (1972 حتى الوقت الحاضر) | ممثلة أفلام إباحية أمريكية وعضو هول أوف فيم لإيه في إن في عام 2006. | شخصت بالمرض في 2009 عن عمر ناهز 37 عام.                                                              |                                          |
| مارسيا والاس        | (1942-2013)             | ممثلة كوميدية أمريكية، ومشاركة في عروض ألعاب، وفنانة صوتية. | شخصت بالمرض في 1985 عن عمر ناهز 43 عام.                                                              |                                          |
| تاناكا يوشيكو       | (1956- 2011)            | ممثلة يابانية، وإحدى عضوات فرقة كاندز. | شخصت بالمرض في 1992 عن عمر ناهز 37 عام، وتوفيت في 2011 عن عمر ناهز 55 عام.                           |                                          |
| دانيترا فانس        | (1954- 1994)            | ممثلة وكوميدية أمريكية. توفيت عن عمر ناهز 40 عام. | |                                          |
| ألكساندرا ياكوفليفا | (1957- 2022)            | ممثلة وسيدة أعمال سوفيتية وروسية، واسمها الأصلي ألكساندرا إيفجينيفنا إيفانيس. توفيت عن عمر ناهز 64 عام. | |                                          |

في مجال الأعمال
| الاسم              | الحياة                  | تعليقات | التشخيص                                 | المصدر |
| جينيروسا أمون      | (1956- 2003)            | أرملة (وإحدى المشتبه بهم بقتله في إحدى المرات) رجل الأعمال والمليونير الأمريكي تيد أمون. توفيت عن عمر ناهز 47 عام. | شخصت بالمرض في 2002 عن عمر ناهز 46 عام. |        |
| ماري إليس بونيم    | (1946- 2004)            | منتجة سينمائية/ تلفزيونية أمريكية. توفيت عن عمر ناهز 57 عام. | شخصت بالمرض في 1995 عن عمر ناهز 48 عام. |        |
| فياما فيراغامو     | (1941- 1998)            | سيدة أعمال إيطالية. توفيت عن عمر ناهز 57 عام. |                                         |        |
| روث هاندلر         | (1916- 2002)            | اسمها الأصلي روث ماريانا موسكو، وهي سيدة أعمال أمريكية ومبتكرة دمية باربي ومؤسسة نيرلي مي للتعويضات الاصطناعية. تعافت من سرطان الثدي في سبعينيات القرن الماضي، ولكنها توفيت بعد إجرائها جراحة لسرطان قولون عن عمر ناهز 85 عام. | شخصت بالمرض في 1970 عن عمر ناهز 54 عام. |        |
| كاثي كيتون         | (1939-1997)             | ناشرة لمجلة بنتهاوس أمريكية الجنسية وزوجة ناشر البنتهاوس بوب غوتشيواني. توفيت أثناء الجراحة جراء إصابتها بمضاعفات، وذلك بعد أن رفضت العلاج الكيميائي وعالجت نفسها بكبريتات الهيدرازين. توفيت عن عمر ناهز 58 عام.               | شخصت بالمرض في 1995 عن عمر ناهز 56 عام. |        |
| هيلين غورمان كوشنك | (1945- 1996)            | وكيلة مواهب ومنتجة تلفزيونية أمريكية. توفيت عن عمر ناهز 51 عام. | شخصت بالمرض في 1987 عن عمر ناهز 42 عام. |        |
| هالا مودلموغ       | (1956 حتى الوقت الحاضر) | أمريكية الجنسية، وهي الرئيسة والمديرة التنفيذية لشركة سوزان جي كومن فور ذا كيور. | شخصت بالمرض في 2001 عن عمر ناهز 45 عام. |        |
| غلوريا ستاينم      | (1934 حتى الوقت الحاضر) | صحفية وناشطة نسوية أمريكية الجنسية والمؤسسة لمجلة مس. | شخصت بالمرض في 1986 عن عمر ناهز 52 عام. |        |